# 2009 au Guatemala
Cet article présente les faits marquants de l'année 2009 au Guatemala.

## Évènements
- Dimanche 4 janvier 2009 : Un important glissement de terrain cause l'ensevelissement de plus de cent personnes. Une colline apparemment minée par des pluies torrentielles s'est effondrée sur une route secondaire entre Alta Verapaz et Quiché ensevelissant un groupe de 140 ouvriers agricoles. La semaine précédente un autre glissement de terrain avait coupé la route principale et causé la mort de 5 personnes.

- Samedi 4 avril 2009 : Une série de tremblements de terre de 3,5 à 3,8 sur l'échelle ouverte de Richter a frappé le sud-est du Guatemala, durant l'après-midi, ne faisant ni victimes ni dommages. L'épicentre était situé à 30 km au sud-est de la ville de Guatemala.

- Dimanche 3 mai 2009 : Puissant séisme de magnitude 6,1.

- Lundi 11 mai 2009 : Dans une vidéo et une lettre posthumes, un avocat assassiné dimanche 10 mai met directement en cause le président, Álvaro Colom, et ses plus proches conseillers dans sa mort et celle d'un de ses clients[1].

- Vendredi 15 mai 2009 : Un petit avion civil s'écrase sur une  habitation peu après son décollage de l'aéroport international de la ville de Guatemala, causant la mort de 6 personnes.